# Motala Verkstad

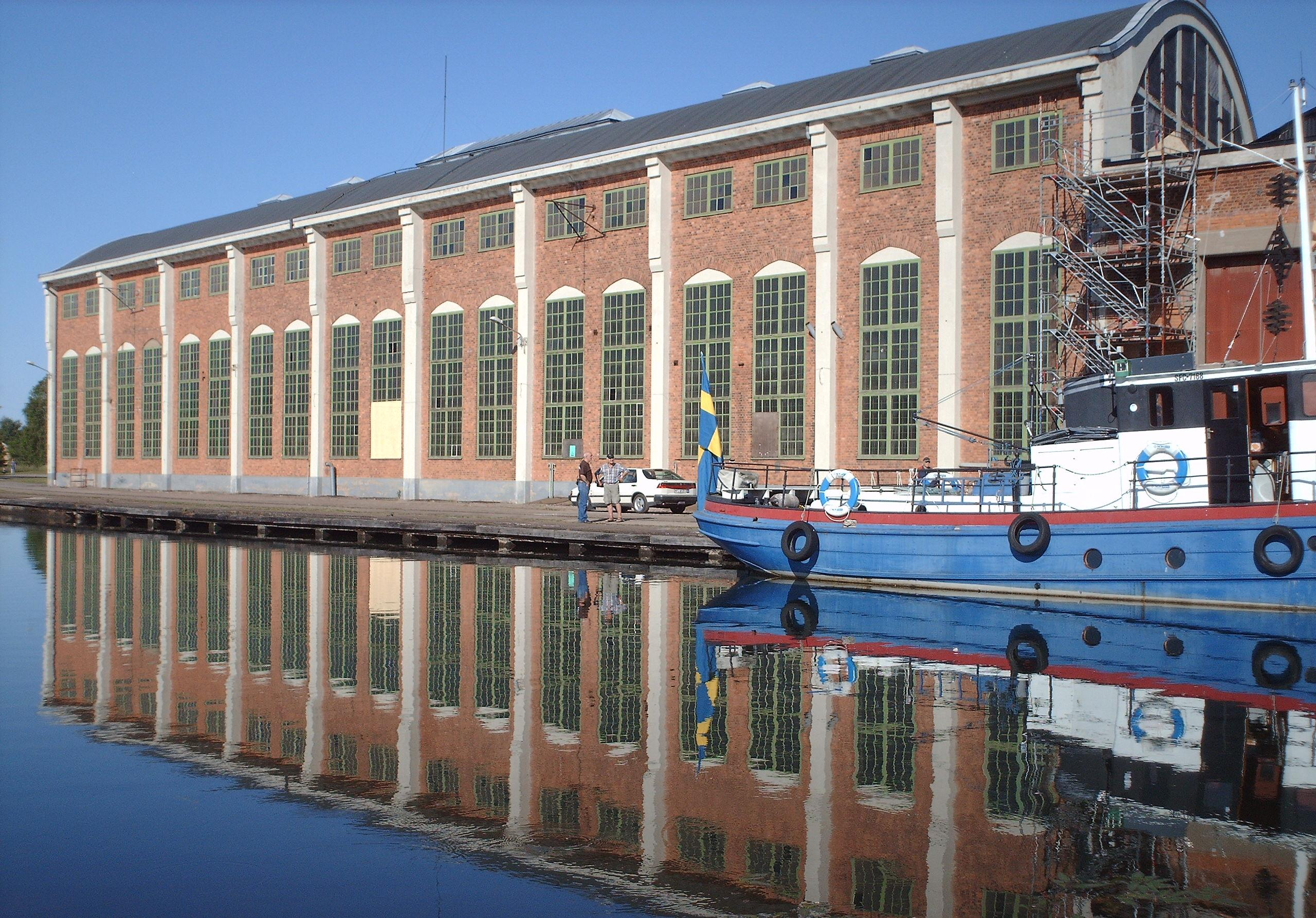
The old buildings by Göta Canal.

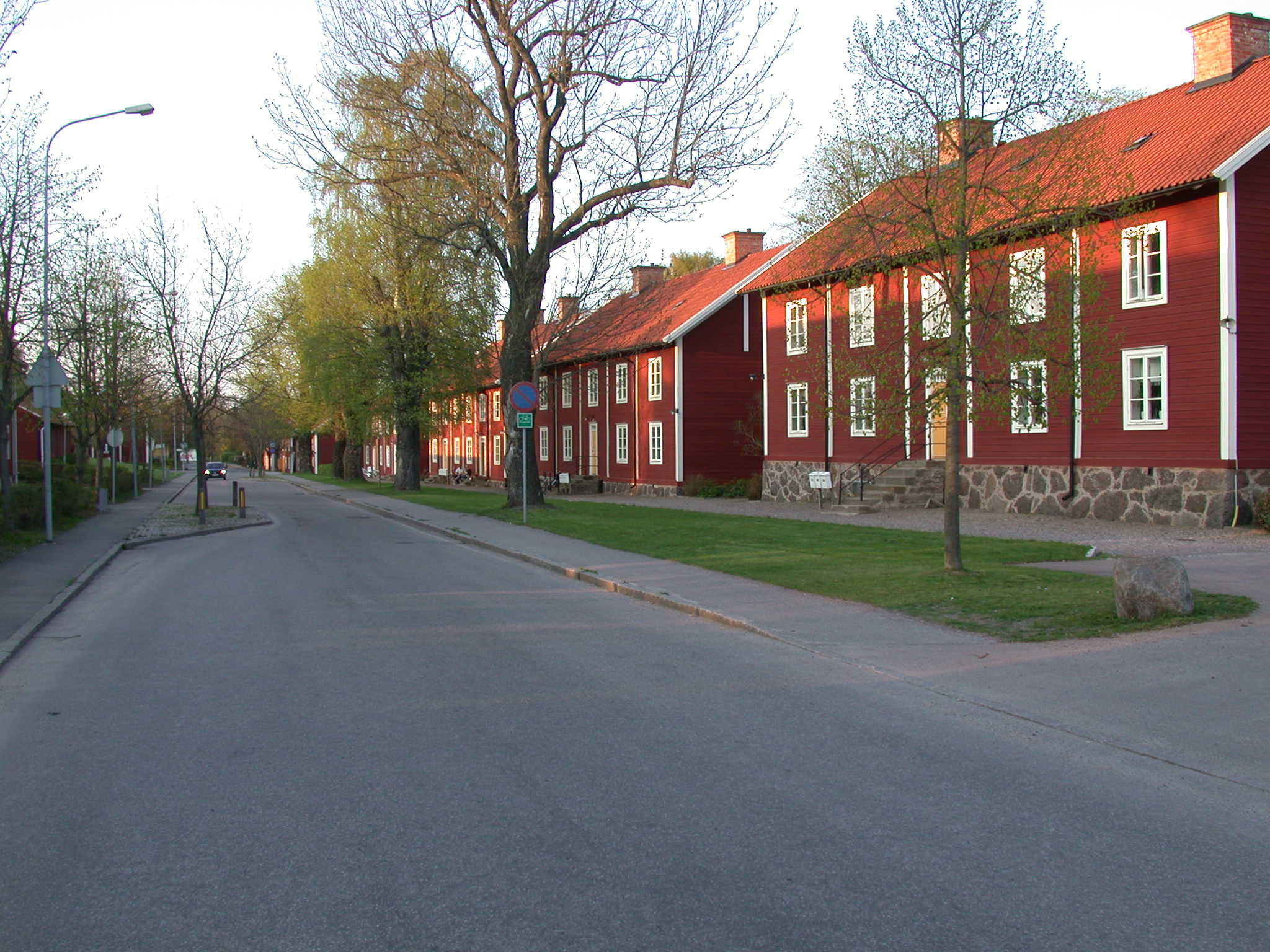
Worker's housing at Motala Verkstad.

AB Motala Verkstad — одна з найстаріших інженерних компаній у Швеції і назва району між річкою Мутала і Гета-каналом, на відстані 1-2 км від центру Мутали в Естерйотланді.

## Історія
Motala Verkstad була заснована у 1822 році за ініціативою Балтзара фон Платена, який усвідомлював важливість локальних технічних фахівців та їхніх знань під час будівництва Гета-каналу. Motala Verkstad побудувала приблизно 400 кораблів, 800 мостів (наприклад, Västerbron, Skeppsholmsbron, Bergsnäsbron та міст в Ахвазі, Іран), залізничне обладнання, 1300 локомотивів. 118-метрові вежі Кафедрального собору Уппсали були також побудовані Motala Verkstad. Протягом 1970-х компанія була найбільшим світовим експортером кухонних мийок, а в 1980-х вони будували шасі для шведських літаків. У 2000-х компанія наймає близько 180 працівників.
У 2019 році компанія мала близько 170 співробітників і дохід близько 400 млн шведських крон. Програма виробництва включає в себе різні типи мостових конструкцій та подібних споруд (наприклад, пилові люки), промислові преси, контрольне обладнання та ін. Обслуговування та виготовлення запасних частин для насосних пристроїв, роликів, вентиляторів, кораблів і залізничних транспортних засобів. Також виконує різні роботи по захисту від іржі.

## Кораблі, побудовані Motala Verkstad
- Монітори типу Hildur (1870-и)
- SS Nya Svartsjölandet (1900, зараз MV Västan)
- SS Angantyr (1909)
- SS Valkyrian (1909, зараз SS Drottningholm)

## У літературі
У фантастичній новелі Двадцять тисяч льє під водою Жуля Верна деякі деталі підводного човна Наутилуса зроблені Motala Verkstad.